# Ménilmontant (chanson)
Pour les articles homonymes, voir Ménilmontant.
Ne doit pas être confondu avec La Marche de Ménilmontant.
Clip vidéo
[vidéo] « Charles Trénet - Ménilmontant », sur YouTube
Ménilmontant est une chanson française de l'auteur-compositeur-interprète Charles Trenet (1913-2001) qui l'enregistre avec succès en 1938 en disque 78 tours chez Columbia Records,,. Elle est un des tubes de son importante carrière, un des classiques de la chanson française, et des chansons sur Paris.

## Histoire

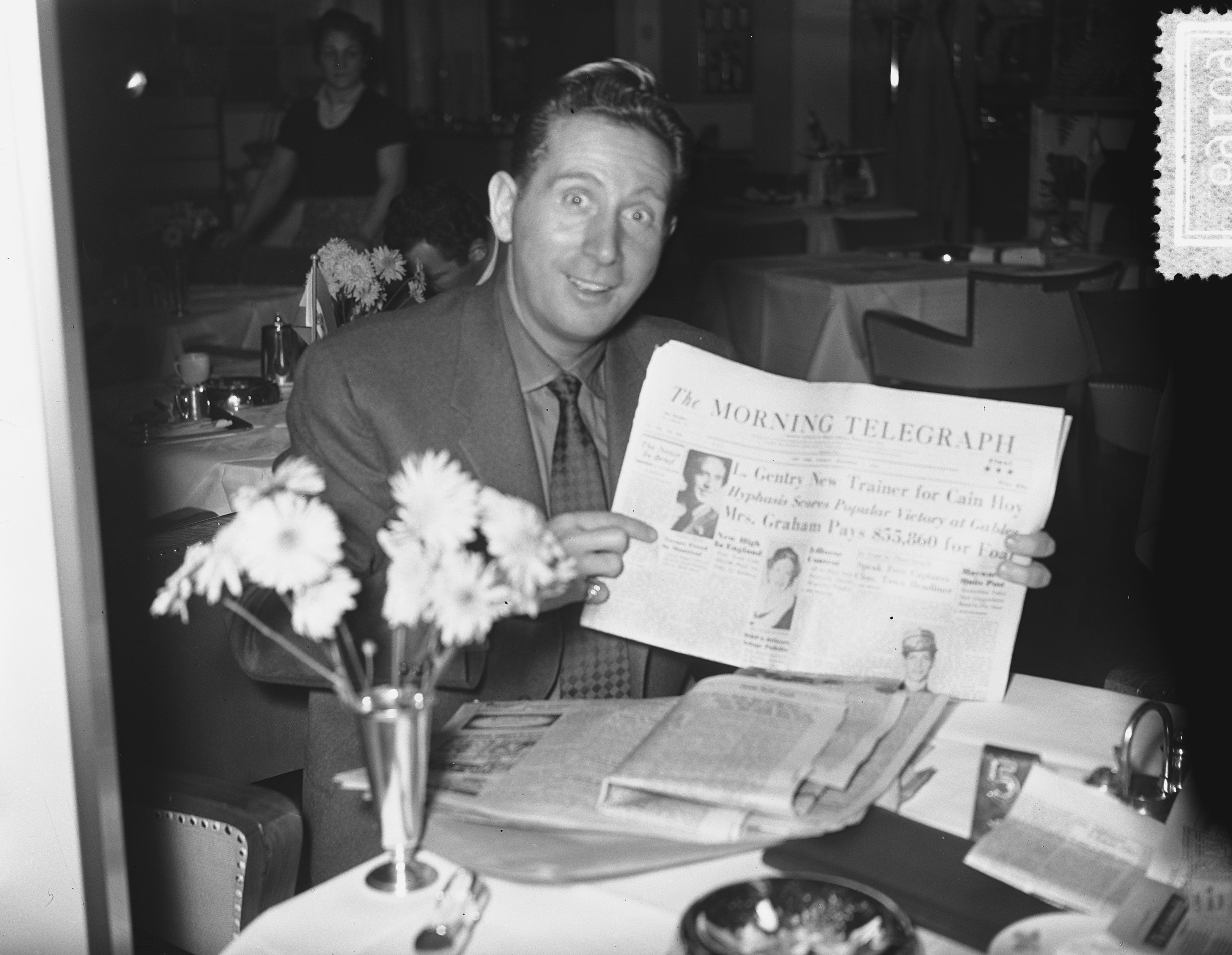
Charles Trenet dans le The Morning Telegraph de New York en 1954.

Âgé de 25 ans et déjà célèbre en France et dans le monde, Charles Trenet écrit, compose, et enregistre en 1938 cette chanson de French jazz-zazou-parisien au tempo modéré, influencée par l'important succès des accordéons et des flonflons des guinguettes et bals musettes parisiens, et du swing-jazz blues-cool jazz américain de l'ère du jazz d'entre-deux-guerres d'alors. Surnommé « le Fou chantant » il interprète l'enregistrement original accompagné par Wal-Berg et son orchestre, alors qu'il est une idole pour la jeunesse parisienne d'alors, à un des sommets de l'important succès de sa longue carrière. 

## Thème
Charles Trenet évoque avec sa chanson des souvenirs affectifs heureux et nostalgiques du quartier parisien de Ménilmontant, dans le 20e arrondissement : « Ménilmontant, mais oui madame, c'est là que j'ai laissé mon cœur, c'est là que je viens retrouver mon âme, toute ma flamme, tout mon bonheur..., Elles me racontent, comme autrefois, de jolis contes, beaux jours passés je vous revois, un rendez-vous, une musique... ». 

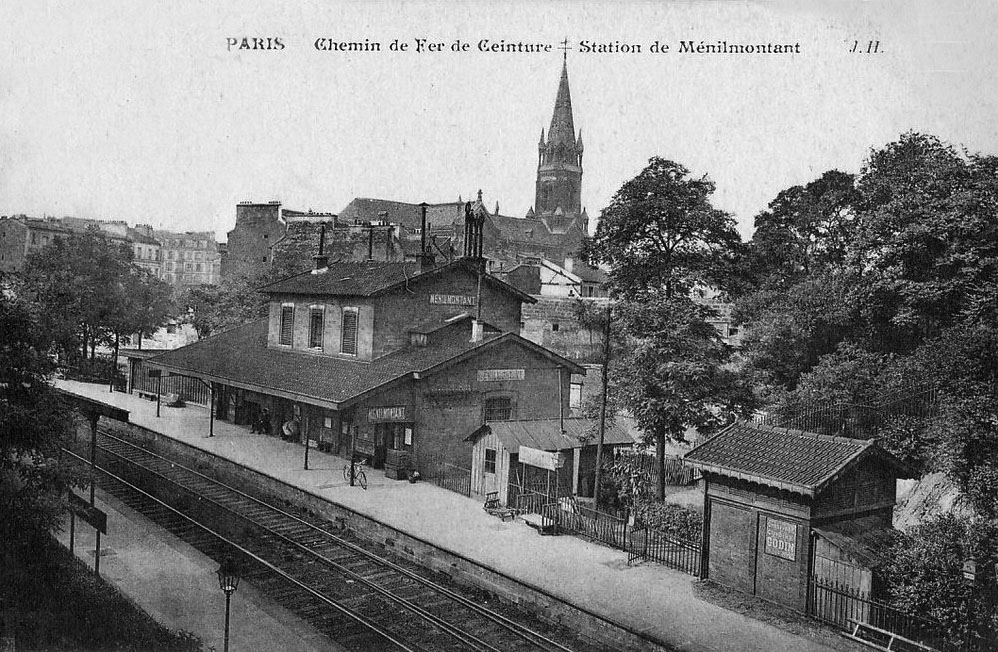
Ancienne gare de Ménilmontant et église de Ménilmontant des années 1900.

Il peut évoquer ici le début des années 1930, lorsqu'il quitte sa ville natale de Narbonne du sud de la France, pour Paris, où il commence sa carrière d'artiste-journaliste. Il a aussi pu s'inspirer de l'histoire de Maurice Chevalier, ou d'Édith Piaf, qui ont commencé leurs carrières de music-hall dans les cafés-concert de Ménilmontant... 
La chanson est inspirée du style fleur bleue importé d'Amérique dans les années 1930, duquel Charles Trenet s'inspire déjà dans ses compositions avec son partenaire de duo Johnny Hess. Les paroles évoquent, entre autres, l'ambiance populaire et villageoise bien vivante, « la petite gare, où chaque train partait joyeux » (gare de Ménilmontant fermée au trafic voyageurs en 1934), sa vieille maison grise, et l'église de Ménilmontant où les mariages allaient gaiement... 

## Quelques reprises
Ce tube est repris par de nombreux interprètes et groupes de jazz, dont :
- 1941 : Coco Aslan, avec l’orchestre big band jazz de Ray Ventura et ses collégiens[14].
- 1942 : Maurice Chevalier interprète la variante du titre La Marche de Ménilmontant.
- 1957 : Colette Renard, avec l'orchestre de Raymond Legrand, album Colette Renard chante Paris.
- 1962 : Caterina Valente, album Catérina chante Charles Trenet.
- 1964 : Assurancetourix chante la parodie « Menhir montant » des bandes dessinées Astérix gladiateur (1964) et Le Menhir d'or (1967).
- 1971 : Django Reinhardt, Stéphane Grappelli et leur Quintette du Hot Club de France l'enregistre en version jazz manouche.
- 1993 : André Verchuren, à l'accordéon, album Y'a d'la joie! - Les plus grands succès de Charles Trenet.
- 2002 : Michel Leeb avec 3 reprises de Charles Trenet sur son album Bon Basie de Paris[15], avec le Count Basie Orchestra.
- 2002 : Patrick Bruel et Charles Aznavour interprètent la chanson sur scène, sur un single[16], et sur l'album Entre deux.
- 2012 : Catherine Ringer l’interprète lors de l'émission Hier encore de France 2 du 29 septembre.
- 2016 : Avalon Jazz Band, en version jazz manouche, album Je Suis Swing.

## Cinéma
- 1987 : Les Keufs, de Josiane Balasko
- 2013 : Un p'tit gars de Ménilmontant, d'Alain Minier